# زمزمه (مجموعه تلویزیونی)
زمزمه (به انگلیسی: The Whispers) یک مجموعهٔ تلویزیونی درام، علمی-تخیلی تولید شده توسط سو هیو است. این مجموعه از ۱ ژوئن ۲۰۱۵ شروع به پخش کرد.

## خلاصه داستان
یک نیروی ناشناخته در حال فریب بی گناه‌ترین افراد جامعه یعنی کودکان است تا اهداف پلید خودش را جلو ببرد. درست درحالی که این کودکان به صورت ناخواسته در حال کمک به این دشمن بشریت هستند، شمارش معکوس برای نابودی انسان‌ها آغاز می‌شود